# Zimnica (stacja kolejowa)
Zimnica (bułg. Железопътна гара Зимница) – stacja kolejowa w miejscowości Zimnica, w obwodzie Jamboł, w Bułgarii. Znajduje się na linii Sofia – Warna i Płowdiw – Zimnica. Ruch pociągów na stacji jest intensywny, ponieważ linie łączą ważne ośrodki przemysłowe i miasta regionalne.

## Linie kolejowe
- Linia Sofia – Warna
- Linia Płowdiw – Zimnica